# Schistura tigrinum
Schistura tigrinum es una especie de peces de la familia Balitoridae en el orden de los Cypriniformes.

## Distribución geográfica
Se encuentra en la cuenca del río Brahmaputra (India).

## Hábitat
Es un pez de agua dulce.